# Liang Xueren
Liang Xueren (né le 7 mars 1965) est un athlète chinois, spécialiste du saut à la perche.

## Biographie
Il remporte la médaille d'or du saut à la perche lors des championnats d'Asie 1987 et 1989, et remporte par ailleurs les Jeux asiatiques de 1990.

### Palmarès
| Date | Compétition         | Lieu      | Résultat | Épreuve          | Performance |
| ---- | ------------------- | --------- | -------- | ---------------- | ----------- |
| 1985 | Championnats d'Asie | Djakarta  | 3e       | Saut à la perche | 5,10 m      |
| 1986 | Jeux asiatiques     | Séoul     | 2e       | Saut à la perche | 5,30 m      |
| 1987 | Championnats d'Asie | Singapour | 1er      | Saut à la perche | 5,35 m      |
| 1989 | Championnats d'Asie | New Delhi | 1er      | Saut à la perche | 5,40 m      |
| 1990 | Jeux asiatiques     | Pékin     | 1er      | Saut à la perche | 5,62 m      |

### Records
| Épreuve          | Performance | Lieu  | Date           |
| ---------------- | ----------- | ----- | -------------- |
| Saut à la perche | 5,62 m      | Pékin | 2 octobre 1990 |